# Moldavia en los Juegos Paralímpicos de Sídney 2000
Moldavia estuvo representada en los Juegos Paralímpicos de Sídney 2000 por seis deportistas masculinos. El equipo paralímpico moldavo no obtuvo ninguna medalla en estos Juegos.